# Station Fontpédrouse-Saint-Thomas-les-Bains
Station Fontpédrouse-Saint-Thomas-les-Bains is een spoorwegstation in de Franse gemeente Fontpédrouse op het traject van de spoorlijn Villefranche-Vernet-les-Bains - Latour-de-Carol (in de volksmond de 'Gele trein').